# Hoessein bin Ali
Hoessein bin Ali (Arabisch: حسین بن علی , Ḥusayn bin ‘Alī) (Mekka, 1853 - Amman (Transjordanië), 4 juni 1931) zoon van Ali van Mekka, was sjarief van Mekka en koning van het koninkrijk Hedjaz. De Hedjaz is een deel van het huidige Saoedi-Arabië. Omdat Hoessein een lijnrechte afstammeling was van de profeet Mohammed droeg hij de titel sjarief. Zijn familie was volgens de traditie de 'bewaker' van de heilige plaatsen Mekka en Medina. De familie had het gebied geregeerd sinds 1201, maar was sinds 1517 ondergeschikt aan het Ottomaanse Rijk. Hoessein was een lid van de stam der Hasjemieten, de stam van Mohammed. De Hasjemieten brachten ook het Hasjemietische koningshuis voort: de afstammelingen van Hoessein.

## Biografie
Hoessein werd geboren in Mekka, de stad die zijn voorvaderen al eeuwenlang bestuurden. Hij was een directe afstammeling (in de 37e graad) van Mohammed.
In 1893 kwam Hoessein in Istanboel te wonen in een villa aan de Bosporus. Hij had hier geen enkele titel maar door zijn persoonlijkheid en afstamming vrij veel aanzien.
Hoessein werd in 1908 ten tijde van het regime van de Jong Turken benoemd tot grand sjarief  en verkreeg de titel emir, ondanks waarschuwingen van sultan Abdul Hamid. Hoessein was ambitieus en streefde naar zelfstandigheid voor de Arabieren. Maar hij was voorzichtig en werkte vaak met de Ottomanen samen, bijvoorbeeld bij het opnieuw onder controle brengen van de Asir in Zuidwest- Arabië.

### Eerste Wereldoorlog
Bij het uitbreken van de Eerste Wereldoorlog, koos het Ottomaanse Rijk de kant van de centrale mogendheden. Ook Hoessein koos partij voor de Ottomanen en hun partners, de Duitsers, maar dat zou later veranderen.
Hoessein streefde naar onafhankelijkheid van de Arabieren. Tegen de achtergrond van het langzaam uiteenvallende Ottomaanse rijk, was Hoesseins uiteindelijke doel het creëren van één grote Arabische staat (of oemma), die het gehele Arabisch Schiereiland omvatte plus de overige Arabische landen, zoals de Levant (Syrië, Libanon, Jordanië en Palestina) en Mesopotamië (Irak en Koeweit).
Sir Henry McMahon, de Britse Hoge Commissaris in Egypte, correspondeerde met Hoessein in de Hoessein-McMahoncorrespondentie over onafhankelijkheid voor de Arabieren. De Arabieren zouden onafhankelijk worden over het grootste deel van het Midden-Oosten, met uitzondering van een kuststrook van wat nu Syrië en Libanon is. Het was impliciet dat Hoessein koning mocht worden over deze gebieden. Deze correspondentie vond plaats tussen najaar 1915 en voorjaar 1916.
Op 10 juni 1916 werd het eerste schot van de Arabische Opstand gelost. De opstandelingen vielen barakken van het Ottomaans leger in Mekka aan. Korte tijd later werd ook de stad Djedda veroverd. Het leger, onder leiding van zijn zoon Faisal, versloeg de Ottomanen in Arabië, met sterke steun van de Britten (Lawrence of Arabia). In het begin werd vooral gevochten rondom de Hidjazspoorweg, die door de Ottomanen gebruikt werd voor de aanvoer van troepen. Toen de Ottomanen verdreven waren uit de Hidjaz werd Hoessein koning op 2 november 1916. Frankrijk en het Verenigd Koninkrijk erkenden zijn koningschap in 1917. De grote Palestina-campagne van de geallieerden moest toen nog beginnen en feitelijk waren de Ottomanen nog heer en meester in het grootste gedeelte van het Midden-Oosten.
Akaba, Jeruzalem en Damascus werden, gezamenlijk met de Britten, veroverd, voornamelijk door de geavanceerde westerse legers, maar gesteund door de Hasjemieten. De steun van de Arabieren betekende veel voor de geallieerden aangezien de Ottomaanse sultan tot een jihad had opgeroepen.
Van een onafhankelijke Arabische staat onder leiding van Hoessein kwam het echter niet. In mei 1916 tekenden de Engelsen en Fransen het geheime Sykes-Picotverdrag, waarin beide landen de gebieden onderling verdeelden. Ook de Britse Balfour-verklaring van november 1917, waarin de joden een 'nationaal tehuis' in Palestina werd beloofd, was niet gunstig voor Hoessein. Dit leidde tot een joodse toestroom naar Palestina en een joodse claim op dat gebied.

### Na de Eerste Wereldoorlog
Maar ook van een andere kant kwam er een dreiging. Abdoel Aziz al Saoed, de leider van de Saoedi's, een grote bedoeïenstam, leefde op permanente voet van oorlog met de Hasjemieten. Al Saoed probeerde eveneens de volkeren van het Arabisch Schiereiland te verenigen en kreeg tijdens de Eerste Wereldoorlog eveneens steun van de Britten.
Op 3 maart 1924 zette Kemal Atatürk kalief (of religieus leider) Abdülmecit II af en beëindigde daarmee het kalifaat. Hierna riep Hoessein zichzelf uit tot kalief. Dit viel zeer slecht bij de anti-kaliefgezinde wahabiet Abdoel Aziz al Saoed en zijn volgelingen, die prompt de oorlog verklaarden aan de zelfbenoemde kalief Hoessein. Hoessein wilde de strijd wel aangaan, maar werd door zijn getrouwen overgehaald om af te treden ten gunste van zijn zoon Ali. Die hield gedurende enkele maanden stand in de havenplaats Djedda, maar gaf in december 1924 op. Al Saoed consolideerde zijn macht over het schiereiland en riep uiteindelijk in 1932 de staat Saoedi-Arabië uit, waarvan hij zelf koning werd.
Hoessein werd door de Britten gedwongen naar Cyprus te vluchten, maar vertrok vanaf daar naar Amman, de hoofdstad van Transjordanië, waar zijn zoon Abdoellah inmiddels koning was geworden. Zijn andere zoon Faisal was koning in het koninkrijk Irak. Hoessein stierf in Amman in 1931. Hij werd begraven in de Al Aqsamoskee in Jeruzalem.